# Dialeurodes kirkaldyi
Bọ phấn vệt đen (Dialeurodes kirkaldyi) là một loài côn trùng cánh nửa trong họ Aleyrodidae, phân họ Aleyrodinae.
Dialeurodes kirkaldyi được Kotinsky miêu tả khoa học đầu tiên năm 1907.